# Aristides
Aristides je latinizovaný způsob psaní řeckého jména Aristeidés („Nejpřednější“ nebo „Nejlepší“), jež nosil athénský státník a vojevůdce Aristeidés Spravedlivý. Varianty v jiných jazycích jsou Aristid, Arístides, Aristide a jiné. Používá se jako mužské křestní jméno a k jeho nositelům patří:
- Aristides Sousa Mendes, portugalský diplomat
- Aristides Baltazzi, rakousko-uherský statkář a politik
- Aristides Pereira, první prezident Kapverd
- Aristides z Athén, řecký teolog uctívaný jako světec
- Arístides Rojas, paraguayský fotbalista a fotbalový trenér
- Arístides González, americký boxer